# Kalyan Mitter
Kalyan Mitter (5 de mayo de 1936 - 16 de agosto de 2013) fue un jugador de cricket, entrenador y curador de primera clase de la India. Fue un bateador diestro y un jugador que lanzaba con el brazo derecho.
De 1953 a 1969 representó a Bengal y Bihar en el Trofeo Ranji, la competencia nacional de cricket de primera clase de la India. Su puntaje más alto fue 126, para el Bengal en una victoria sobre Assam en 1957-58.
También entrenó al equipo de cricket de Bengal y bajo su entrenamiento, el equipo se quedó en segundo lugar en el Trofeo Ranji en 1994. También fue curador de los terrenos de Eden Gardens a mediados de los años 90 y durante la edición inaugural de la IPL.